# Hirakud
Hirakud ist ein Ort im indischen Bundesstaat Odisha mit ca. 30.000 Einwohnern (Stand 2011).
Er liegt im Verwaltungsdistrikt Sambalpur 15 km vom Stadtzentrum der Distriktshauptstadt Sambalpur entfernt.
Hirakud ist für den dort errichteten Hirakud-Staudamm am Fluss Mahanadi und als Industrieansiedlung, insbesondere des Unternehmens Hindalco, bekannt.
Die Stadt hatte den Status eines Notified Area Councils, bevor sie am 21. November 2014 gemeinsam mit Burla in die neu gegründete Municipal Corporation Sambalpur eingemeindet wurden.